# Spy vs Spy
Spy vs Spy nennen sich drei in den 1980er-Jahren insbesondere auf Atari und Commodore 64 populäre Computerspiele. Benannt sind die Spiele nach den beiden Hauptakteuren, dem schwarzen und dem weißen Spion aus dem Satire-Magazin Mad.
Das Spiel kann allein gegen einen Computergegner oder zu zweit gegeneinander gespielt werden. Im Zweispielermodus bekämpfen sich die beiden Kontrahenten nicht abwechselnd, sondern zeitgleich auf einem in der Mitte geteilten Bildschirm.
In weiterer Folge erschien das Spiel auch für den ZX Spectrum, Apple II, MSX, Schneider CPC, Atari ST und den Commodore Amiga. Auch eine Spielkonsolenversion für das Nintendo Entertainment System und den Nintendo Game Boy gibt es. Es gab zwar ab dem 25. Juli 2012 eine Neuauflage in Apples App Store, doch diese ist nicht mehr verfügbar.

## Inhalt
Ziel der Spiele ist es, drei Bausteine eines Puzzles in einem labyrinthartig aufgebauten Spielfeld zu finden, diese zusammenzuführen und anschließend damit das Spielfeld zu verlassen. Die Größe des Spielfeldes ist variabel und wird vom Spieler vor dem Start festgelegt.
In Spy vs Spy I ist die Handlung in einem Haus angesiedelt, Spy vs Spy II spielt auf einer tropischen Insel und Spy vs Spy III in der Antarktis.
Die Handlung der drei Spiele ist inhaltlich verknüpft. In Spy vs Spy I muss man ein Flugticket finden; das Spiel endet mit dem Abflug eines Flugzeugs. Spy vs Spy II beginnt mit einem Fallschirmabsprung aus ebendiesem Flugzeug über der erwähnten tropischen Insel. Dort gilt es, drei Teile einer Rakete zu finden und damit ein U-Boot zu besteigen, mit dem man die Insel wieder verlässt. Dieses U-Boot taucht zu Beginn von Spy vs Spy III im ewigen Eis der Antarktis wieder auf.
Während der Suche nach den drei Bausteinen zur Lösung können sich die beiden Spieler mit diversen Fallen (Bomben, Fallstricke, Gruben, Säurekübel, …) behindern. Immer wenn ein Spion in eine Falle tappt, verliert er an Lebenskraft; ist diese erschöpft so scheidet der Spieler aus und der andere kann in Ruhe das Puzzle fertigbauen – es sei denn, er verliert in bereits gelegten Fallen ebenfalls all seine Lebensenergie oder er überschreitet ein Zeitlimit, welches von der jeweiligen Größe des Spielfeldes abhängt.